# 北鬼江

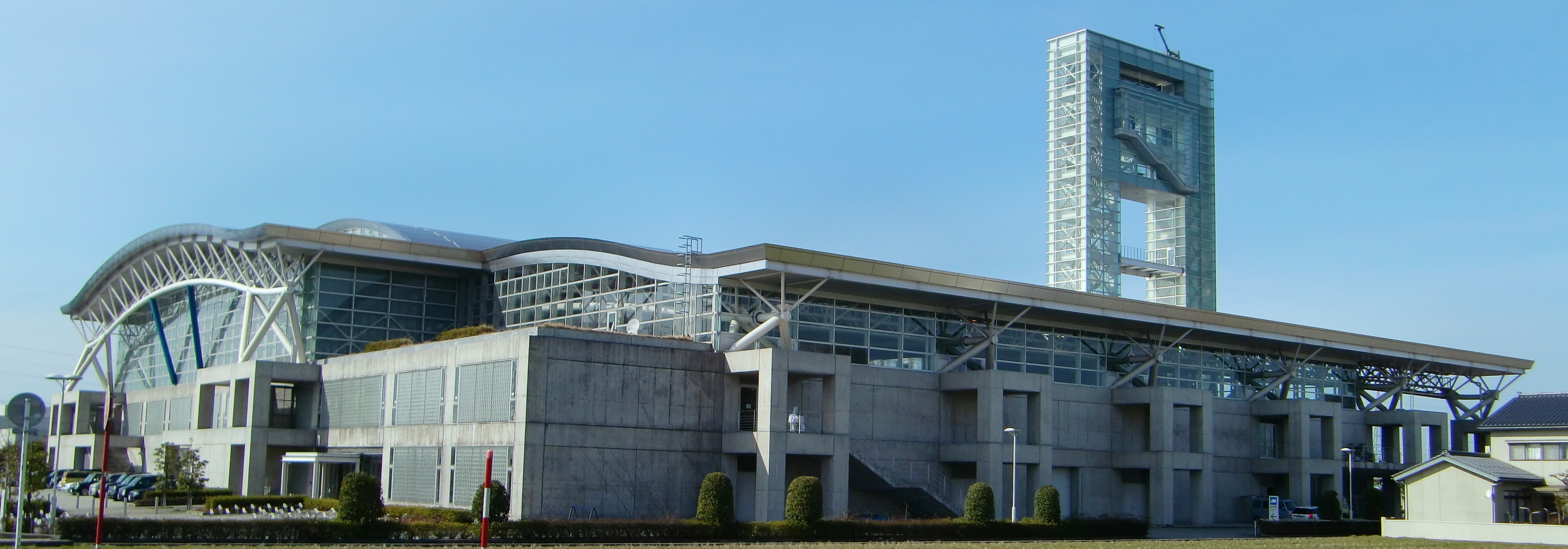
ありそドーム

北鬼江（きたおにえ）は富山県魚津市の町名。現行行政地名は北鬼江一丁目及び北鬼江二丁目と大字北鬼江。住居表示は一丁目及び二丁目は実施済み、大字は未実施。郵便番号は937-0066。
なお、1878年までは久和田とも呼ばれていた。

## 地理
道下地区に属する。本新、本新町、釈迦堂一丁目、北中、高畠に接している。また、富山湾に面している。旧魚津町にかつて存在した「鬼江橋」（おんねばし）の人々が移り住んでてきたと考えられており、北鬼江はその北側にあたることから名付けられた。北鬼江一丁目は「北鬼江1区」、北鬼江二丁目は「北鬼江2区」として区分される。また、その他は「北鬼江」とされる。
同地には魚津市立道下小学校、ありそドーム、北鬼江八幡宮などの建築物が所在する。

## 歴史
旧新川郡（下新川郡）道下村時代から大字として存在する。道下村時代は村役場や小学校などが設置され、事実上道下村の中心地となっていた。

### 沿革
同地の開拓は非常に早く、魚津町の元祖の久和氏は当地の出身といわれている。
- 1661年 - この頃までに本新村と北中村が北鬼江から分立[7]。
- 1834年 - 組名が設けられ、北鬼江は東加積組所属となる[8]。
- 1889年4月1日 - 町村制施行により、本新村、釈迦堂新村、北鬼江村、北中村、青島村、仏田又新村の全域と仏田村、岡経田村、下村木村の一部を合併して道下村成立[9]。村役場が北鬼江に設置された。[6]。
- 1892年 - 啓達尋常小学校（現在の魚津市立道下小学校）を設置[6]。
- 1907年 - 村を縦貫する浜街道（1885年開通）が県道に指定される[6]。
- 1930年 - この頃の大字は、北鬼江、本新（現在の本新・本新町）、村木、釈迦堂、高畠、北中、青島、仏田、仏又、岡経田の計10[9]。
- 1952年4月1日 - 魚津市に編入。北鬼江を含めて村内の大字は魚津市の大字に継承。その後、大字の表記は使用されなくなる[6]。
- 1969年5月1日 - 一部が区画整理された緑町、本新町の各一部となる[6]。
- 1975年6月1日 - 一部が区画整理された北鬼江一丁目の一部となる[10]。
- 1996年3月6日 - 北鬼江のうち、魚津駅西地区が釈迦堂、本新の各一部と合併して北鬼江二丁目に改名[11]。

## 世帯数と人口
2018年（平成30年）3月31日現在の世帯数と人口は以下の通りである。
| 大字・丁目   | 世帯数  | 人口    |
| ------------ | ------- | ------- |
| 北鬼江       | 376世帯 | 832人   |
| 北鬼江一丁目 | 71世帯  | 132人   |
| 北鬼江二丁目 | 197世帯 | 460人   |
| 計           | 644世帯 | 1,424人 |

## 小・中学校の学区
市立小・中学校に通う場合、学区は以下の通りとなる。
| 大字・丁目   | 番・番地等 | 小学校             | 中学校             |
| ------------ | ---------- | ------------------ | ------------------ |
| 北鬼江       | 全域       | 魚津市立道下小学校 | 魚津市立東部中学校 |
| 北鬼江一丁目 | 全域       | 魚津市立道下小学校 | 魚津市立東部中学校 |
| 北鬼江二丁目 | 全域       | 魚津市立道下小学校 | 魚津市立東部中学校 |